# Shirali Muslimov
Şirəli Fərzəli oğlu Müslümov, mais conhecido como Shirali Muslimov ou Mislimov (Barzavu, 26 de março de 1805(?) – Barzavu, 2 de setembro de 1973), foi um pastor azeri da vila de Barzavu, em Lerik, região do Azerbaijão, uma área montanhosa perto da fronteira iraniana. Ele afirmava ser a pessoa mais velha do mundo, até falecer em 2 de setembro de 1973 com a suposta idade de 168 anos, ou seja, 46 anos mais velho do que a francesa Jeanne Calment, maior tempo de vida confirmado na história (morta aos 122 anos).

## Biografia
Shirali teria nascido em 26 de março de 1805 mas não há comprovação sobre essa data. Sabe-se que ele nasceu em Barzavu, Lerik, à época Dinastia Cajar.
De acordo com a lenda, Muslimov trabalhou duro todos os dias, até seus 167 anos. Não fumava, nem bebia. Comia frutas, vegetais, pão integral, caldo de galinha, queijo com baixo teor de gordura e iogurte. Teve várias esposas ao longo de sua vida. Muslimov contraiu pneumonia em 1972, e faleceu em 1973.
A história de Muslimov foi contada em 1973 pela National Geographic Magazine, que revelou que, na ocasião, ele ainda andava a cavalo e tinha um pomar plantado desde a década de 1870. O Guinness Book of World Records pôs Muslimov na lista de idades não confirmadas, junto com diversas outras reivindicações semelhantes.
Seu estado civil também era controverso. De acordo com a National Geographic, ele tinha uma esposa de 120 anos, a quem ele havia se casado cento e dois anos antes.
A única evidência da reivindicação de sua idade era um passaporte oficial que listou sua data de nascimento. Muslimov não tinha uma certidão de nascimento.

## Fama
O caso de Muslimov tornou-se conhecido em 1963, quando um jovem fotojornalista da TASS, Kalman Kaspiev, foi a Barzavu para entrevistá-lo. A história foi recolhida pela imprensa soviética e pela National Geographic.